# Момот, Степан Дмитриевич
Степан Дмитриевич Момот — советский хозяйственный, государственный и политический деятель, Герой Социалистического Труда.

## Биография
Родился в 1920 году в селе Барвеновка. Член КПСС.
С 1939 года — на хозяйственной, общественной и политической работе. В 1939—1991 гг. — учитель русского языка и литературы Лавринской семилетней школы Горьковского района Омской области, красноармеец в частях НКВД, участник Великой Отечественной войны, заведующий отделом культуры Исилькульского райисполкома Омской области, начальник Исилькульского карточного бюро, пропагандист Исилькульского райкома ВКП(б), секретарь партийного комитета совхоза «Лесной», заведующий отделом Исилькульского райкома КПСС, секретарь, второй секретарь Исилькульского райкома КПСС, председатель Исилькульского райисполкома, первый секретарь Исилькульского райкома КПСС, секретарь партийного комитета Черлакского производственного колхозно-совхозного управления, первый секретарь Черлакского райкома КПСС, первый секретарь Омского райкома КПСС Омской области, заместитель заведующего курсами повышения квалификации руководящих партийных, советских и идеологических кадров при Омском областном комитете КПСС.
Указом Президиума Верховного Совета СССР от 17 июля 1986 года присвоено звание Героя Социалистического Труда с вручением ордена Ленина и золотой медали «Серп и Молот».
Делегат XXIV съезда КПСС.
Умер в Омске в 2007 году. Похоронен на Старо-Северном кладбище.